# Kuummiit
Kuummiit [ˈkuːmːiːt] (Kitaamiusut Kuummiut; nach alter Rechtschreibung Kûngmît bzw. Kûngmiut) ist eine grönländische Siedlung im Distrikt Ammassalik in der Kommuneqarfik Sermersooq.

## Lage
Kuummiit liegt an der Südküste des grönländischen Festlands. Vor dem Ort verläuft der fjordähnliche Sortukattak, der durch die Insel Kuummiit Immikkeertertuaat geteilt wird. Im Osten verläuft der Ammassaliip Kangertiva. Der nächstgelegene Ort ist das sich 29 km östlich befindende Sermiligaaq.

## Geschichte
Kuummiit wurde im Jahr 1915 als Missionsplatz an der Stelle eines Wohnplatzes mit dem ostgrönländischen Namen Tsiarngarmiit (westgrönländisch Siorarmiut) gegründet. Früheren Erzählungen der Bewohner zufolge war der Ort wie auch Kulusuk früher von den Grænlendingar bewohnt, was sich nicht durch archäologische Untersuchungen stützen lässt. Erster Katechet war der Tunumeer Kârale Andreassen. Es wurde ein dänisch-grönländisches Missionsgebäude mit Kirche, Schulzimmer und Katechetenwohnung errichtet.
Unter der Leitung des dänischen Zoologen Adolf Severin Jensen wurde 1916 in Kuummiit mit der Fischerei nach Heilbutt und Rotbarsch begonnen. 1920 lebten 47 Menschen im Ort, die in zwei Häusern wohnten. 1929 wurde eine Schule gebaut. 1930 hatte Kuummiit 70 Einwohner, 1940 waren es bereits 164 und 1950 schon 242. Zwischen 1940 und 1956 lebten 17 bis 33 Einwohner am 700 m westlich gelegenen Wohnplatz Simiilaq (Simiutaq), der später von Kuummiit einverleibt wurde. 1951 baute der KGH ein Büro in Kuummiit, 1954 einen Laden und von 1957 bis 1958 mehrere Lagergebäude. 1956 erhielt der Ort eine Radioanbindung. 1957 wurde eine Kirche gebaut und 1959 eine Krankenstation. 1960 erhielt Kuummiit den Status eines Udsteds, als bereits 326 Menschen im Ort wohnten. In den 1960er Jahren lebten die Bewohner hauptsächlich von der Robbenjagd und dem Fang von Dorsch. 1962 wurden eine Fischereianlage und ein Kai sowie eine neue Schule gebaut, die 1972 ausgebaut werden musste. 1967 hatte sie bereits 165 Schüler gehabt. Aus dem Jahr 1963 stammt eine Feuerwehrstation, 1965 wurde eine Werkstatt, 1966 ein Kraftwerk und 1968 ein weiterer privater Laden errichtet. Als 1965 die Bewohner der Insel Skjoldungen umgesiedelt wurden, wuchs Kuummiit schlagartig um 100 Einwohner, sodass Kuummiit 1970 schon 455 Einwohner hatte.

## Wirtschaft
In Kuummiit liegt die einzige Fischfabrik Ostgrönlands. Früher war die Gegend reich an Dorschen, aber mittlerweile werden dort nur noch geringe Mengen an Schwarzem Heilbutt verarbeitet. Viele arbeiten für Pilersuisoq oder beispielsweise in der Schule. Ein Teil der Einnahmen in Kuummiit stammen aus dem Tourismus.

## Infrastruktur und Versorgung
Kuummiit ist von Mai bis November mit dem Schiff erreichbar. Der Heliport Kuummiit ermöglicht auch für den Rest des Jahres Verkehr mit der Umgebung. In der näheren Umgebung geschieht der Verkehr mit Hundeschlitten und Schneemobilen.
Die Strom- und Wasserversorgung wird durch Nukissiorfiit gewährleistet. Müll wird deponiert, verbrannt oder nach Tasiilaq verschifft, während Abwasser ins Meer geleitet wird.

## Bebauung
Die Kuummiini Alivarpi unterrichtet Schüler bis zur 7. Klasse. Anschließend müssen die Schüler eine andere Schule besuchen. Im Ort befinden sich zudem eine Kirche, ein Kindergarten und ein Altenheim. Das Servicegebäude bietet Sanitäreinrichtungen und Übernachtungsmöglichkeiten. Außerdem gibt es ein Bürogebäude, eine Krankenstation und ein Versammlungsgebäude. Dazu kommen die Pilersuisoq-Filiale und ein Kiosk. Im Osten des Dorfs liegt neben dem Friedhof ein Fußballplatz.

## Sport
Der 1964 gegründete Fußballverein K-64 Kuummiit konnte sich 2013 für die Schlussrunde der Grönländischen Fußballmeisterschaft qualifizieren, wurde dort aber Letzter.

## Söhne und Töchter der Stadt
- Elisa Maĸe (1916–2007), Schriftstellerin und Sozialarbeiterin
- Anders Andreassen (* 1944), Politiker (Siumut) und Polizist
- Laura Táunâjik (* 1979), Politikerin (Siumut) und Lehrerin

## Bevölkerungsentwicklung
Die Einwohnerzahl von Kuummiit lag bis Mitte der 2000er Jahre meist bei zwischen 400 und 500 Einwohnern und gehörte damit zu den größten Dörfern Grönlands. Seit 2006 hat der Ort jedoch mehr als ein Drittel seiner Einwohner verloren.

## Panorama

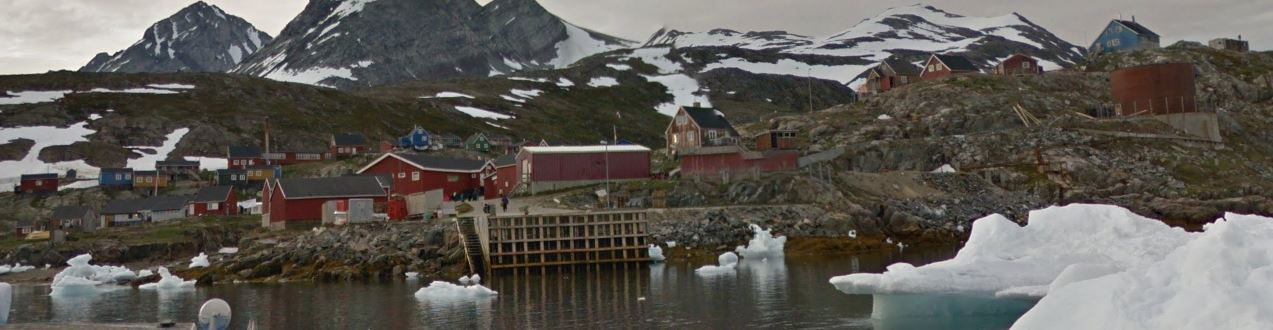
Kuummiit (2017)